# Kisdobsza

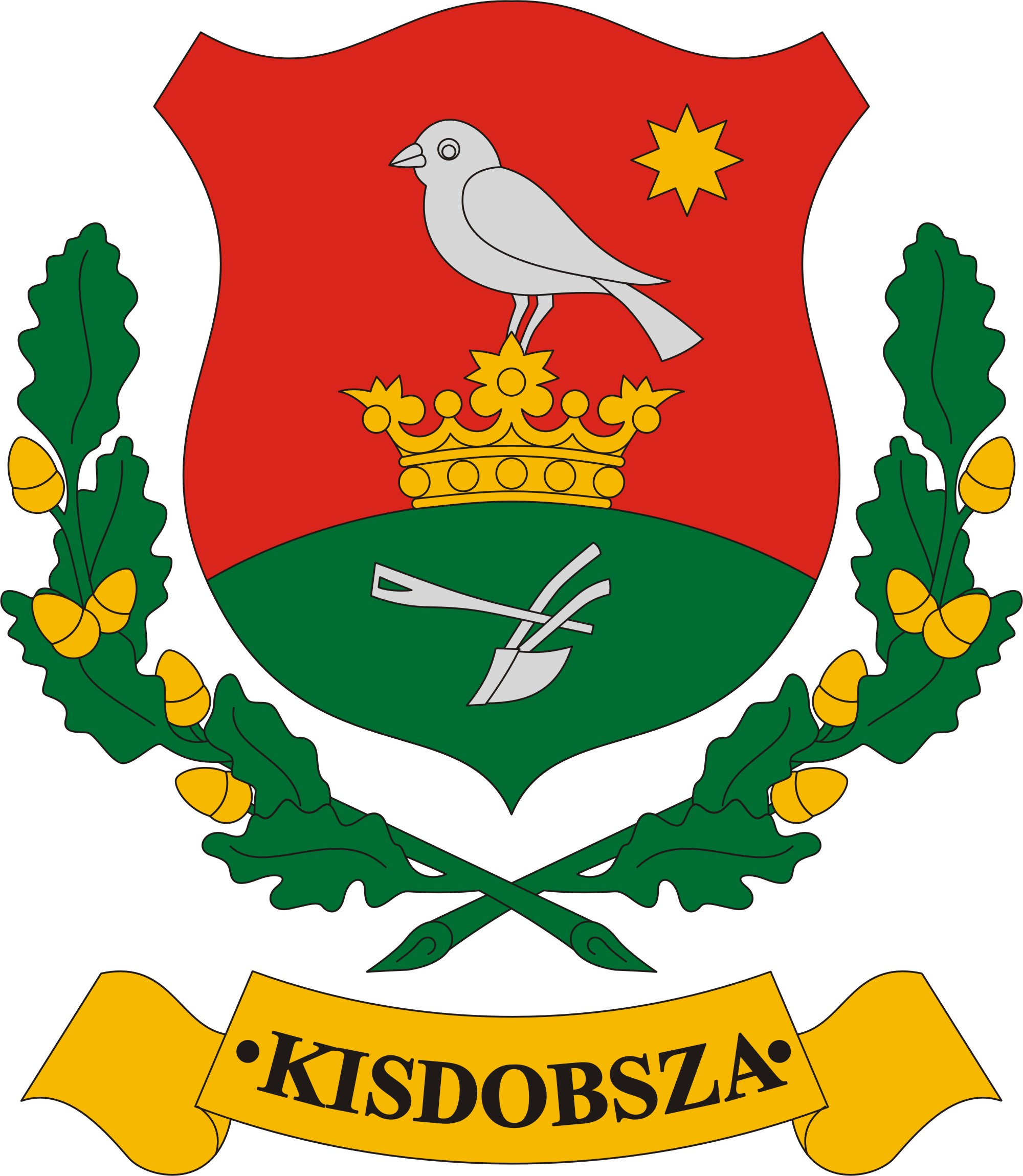
Wapen van Kisdobsza

Kisdobsza is een plaats (község) en gemeente in het Hongaarse comitaat Baranya. Kisdobsza telt 262 inwoners (2001).